# ريتشارد إل. هيلز
ريتشارد إل. هيلز (بالإنجليزية: Richard L. Hills)‏ هو كاهن أنجليكاني بريطاني، ولد في 1 سبتمبر 1936.